# Harry Chantry
Harry Chantry (21 tháng 11 năm 1885 – 26 tháng 3 năm 1971) là một cầu thủ bóng đá người Anh thi đấu ở vị trí tiền vệ chạy cánh.